# Katerina Giōta
Katerina Giota (grekiska: Κατερίνα Γιώτα), född 3 juli 1990 i Sankt Petersburg, Sovjetunionen (numera Ryssland), är en grekisk volleybollspelare (vänsterspiker).
Giota föddes i Ryssland och flyttade 12 år gammal till Grevena, Grekland. Där började hon efter ett tag spela volleyboll och utvecklades mycket snabbt så att hon 14 år gammal spelade med Greklands juniorlandslag och 16 år gammal blev uttagen till seniorlandslag (även om det dröjde tills hon var 18 år gammal innan hon spelade första matchen). Med landslaget har hon senare spelat i bl.a. EM, European Volleyball League och Medelhavsspelen. 
På klubbnivå började hon spela med det lokala laget GS Grevena. Hon gick 2006 över till Aris Thessaloníki  i grekiska högstaserien. Efter två år med klubben gick hon över till ligakonkurrenten Iraklis Kifisiás. Hon stannade med dem i fem år innan hon gick över till Olympiakos SFP (i deras tredje försök att värva henne). Hon stannade med dem i tio år (hon spelade dock en kort period med Vasas SC i Ungern under Covid-19-pandemin, då inget spel skedde i den grekiska ligan). Säsongen 2023/2024 spelade hon med AEK. Sedan 2024 spelar hon för Iraklis Kifisiás i Pre League (näst högsta serien i Grekland).